# Elisabeth Pauli
Elisabeth Charlotte Pauli (Keulen, 1906 – Frankfurt am Main, 1984) was een kunstenares en etnografe verbonden aan het Frobenius-instituut. Zij maakte verschillende expedities van het instituut mee als deelnemer en mede-veldleider, en produceerde veel kopieën van prehistorische rotstekeningen in Europa en Afrika. Tijdens de Tweede Wereldoorlog fungeerde ze samen met drie andere vrouwen als de waarnemend directie van het instituut.

## Leven en werk
Pauli werd geboren als dochter van de landeigenaar en militair Heinrich Pauli (1867-1924) en zijn echtgenote Maria Johanna Pauli (geboren Bürgers; 1889-ca. 1950). Ze volgde haar schoolopleiding aan een Keulse school voor meisjes uit de gegoede burgerij, gevolgd door een cursus van een half jaar aan de Großherzogin Luise-Haushaltungsschule in Baden-Baden. Daarna volgde ze een kunstopleiding aan de Keulse kunstacademie, de Kölner Werkschulen. In deze periode bracht ze drie maanden door aan het Institut du Panthéon in Parijs voor Frans taalonderwijs. Daarnaast volgde ze privéonderwijs bij de ontwerpers Fritz August Breuhaus en Johannes Itten.
Van 1928 tot 1930 werkte ze als ontwerpster van interieurtextiel in het atelier van de Keulse architect Hans Heinz Lüttgen. Hierna kreeg ze de artistieke leiding over de tentoonstellingen in de Keulse jaarbeurs (Messeamt): zij richtte de tentoonstellingen "Das Kind" en "Schutz von Eigentum und Leben" in. Op 1 januari 1933 trad Pauli in dienst van het Frobenius-instituut in Frankfurt am Main. Zij nam deel aan de expedities van het instituut, geleid door Leo Frobenius en later Adolf Ellegard Jensen. Zij kopieerde rotstekeningen, maakte tekeningen en plattegronden van de materiële cultuur die de expedities bestudeerden, nam foto's en maakte filmopnamen van de expeditieleden en de mensen die zij bestudeerden.
Pauli kopieerde in 1933 schilderingen in de "Grot van de zwemmers" in het Gilf Kebir-plateau in de Westelijke Woestijn van Egypte, bekend geworden door het verfilmde boek The English Patient van Michael Ondaatje. De Hongaarse graaf en woestijnonderzoeker László Almásy bracht Frobenius, Hans Rhotert en Pauli naar de plaats van zijn ontdekking.
Tijdens de Tweede Wereldoorlog werden veel mannelijke leden van het Frobenius-instituut, waaronder de directie, opgeroepen voor militaire dienst. In deze jaren voerde Karin Hissink de leiding over het instituut, bijgestaan door Pauli, Hildegard Klein en Hertha von Dechend. Zij namen de verantwoordelijkheid voor het voortbestaan van het instituut en zijn waardevolle collecties. Pauli was vooral met Hissink nauw bevriend.
Na de oorlog ging zij opnieuw mee met expedities van het instituut, niet alleen als kunstenares en fotografe maar ook als antropologe, organisator en coördinator.
Pauli nam deel aan de volgende expedities van het Frobenius-instituut:
- 1933: Libische woestijn ("Libyen II")
- 1934-1935: Transjordanië en Libische woestijn
- 1934: zuid-Frankrijk en oost-Spanje
- 1936: noord- en noordwest-Spanje
- 1936: Val Camonica, Italië ("Italien II")
- 1937: Val Camonica en Istrië ("Italien III")
- 1950-1952: zuid-Ethiopië ("Äthiopien II")
- 1954-1955: zuid-Ethiopië ("Äthiopien III")

In de archieven van het instituut worden vele tekeningen, schilderingen, voorstudies, rapporten, notities en foto's van Pauli bewaard. Zij was jarenlang een van de vaste pijlers van het Frobenius-instituut, waarbij ze ook zorgde voor een goede werksfeer en persoonlijke contacten met de andere instituutsleden.

## Persoonlijk
In 1952 trouwde Pauli met Adolf Ellegard Jensen (1899-1965), de toenmalige directeur, met wie ze al lange tijd samenwerkte in het instituut en op expedities. 
In haar wetenschappelijke werk gebruikte Pauli haar eerste voornaam, Elisabeth, maar haar familie noemde haar Lotte (van haar tweede voornaam, Charlotte). Na haar huwelijk bleef ze onder haar geboortenaam publiceren, hoewel haar naam soms wel gegeven werd als Elisabeth Jensen. In het Frobenius-instituut had ze de bijnaam "Paulus" (naar analogie van collega Helmut Petri, die "Petrus" werd genoemd).

## Publicaties (keuze)
Pauli's antropologische studies in Ethiopië zijn gepubliceerd in: Altvölker Süd-Äthiopiens (met E. Haberland, Ad. E. Jensen en W. Schulz-Weidner). W. Kohlhammer, Stuttgart, 1959. 
Pauli werkte mee aan publicaties van andere instituutsleden, en ook aan (het register van) Afrika. Handbuch der angewandten Völkerkunde van Hugo Bernatzik. Haar kopieën van rotstekeningen maakten en maken deel uit van tentoonstellingen en catalogi van het Frobenius-instituut, bijvoorbeeld: tentoonstellingscatalogus "Kunst der Vorzeit. Felsbilder aus der Sammlung Frobenius", Gropius Bau 2016.
- Gemeinsame Normdatei: 1256144991
- Nationale Bibliotheek van Israël: 987012858950205171
- Nationale en Universitaire bibliotheek Zagreb: 000749410
- Nederlandse Thesaurus van Auteursnamen: 073335657
- Virtual International Authority File: 311800548